# Gracie Abrams
Gracie Abrams (Los Angeles, 7 september 1999) is een Amerikaans singer-songwriter. Ze staat onder contract bij Interscope Records, waar ze de extended plays Minor en This is what it feels like uitbracht. Na te hebben opgetreden tijdens Olivia Rodrigo's Sour Tour, bracht Abrams haar debuutalbum Good Riddance uit. In 2023 trad ze op in het voorprogramma van de Eras Tour van Taylor Swift en werd ze genomineerd voor een Grammy Award voor Best New Artist. Abrams bracht op 22 juni 2024 haar tweede studioalbum uit, dat op de tweede plaats binnenkwam in de Billboard 200.

## Biografie
Abrams werd geboren en groeide op in Los Angeles. Ze is de dochter van filmregisseur J.J. Abrams en televisieproducente Katie McGrath. Haar vaders achtergrond is joods, terwijl haar moeders achtergrond Iers-katholiek is. Abrams heeft twee broers, Henry en August.
Abrams begon met het maken van muziek op achtjarige leeftijd. Ze ging naar de Archer School for Girls in het westen van Los Angeles. Nadat ze hier haar diploma had gekregen, ging Abrams naar het Barnard College in New York waar ze internationale relaties ging studeren. Hier nam ze in haar eerste jaar een pauze om zich op muziek te kunnen focussen.
In oktober 2019 bracht Abrams haar debuutsingle getiteld Mean It uit onder Interscope Records. Op 14 juli 2020 volgde haar debuut ep Minor. Op deze ep stonden meerdere singles, waaronder I Miss You, I'm Sorry. Abrams was bracht op 23 maart 2021 de single Unlearn, een samenwerking met Benny Blanco, uit. In mei datzelfde jaar bracht ze de single Mess it Up uit. Abrams kondigde in oktober 2021 haar tweede ep getiteld This is What It Feels Like aan. De ep werd uitgebracht op 12 november 2021. Deze werd voorafgegaan door de single Feels Like en bevat daarnaast de single Rockland, een samenwerking met Aaron Dessner. Abrams ging na het uitbrengen van de ep op de This is What It Feels Like Tour. Deze begon op 2 februari 2022 in Salt Lake City, Verenigde Staten en eindigde op 31 mei 2022 in Stockholm, Zweden. Naast deze tour stond Abrams in het voorprogramma van de Sour Tour van Olivia Rodrigo.  In oktober 2022 bracht Abrams de single Difficult uit, die verscheen op haar debuutalbum.
Op 24 februari 2023 bracht Abrams haar debuutalbum Good Riddance uit. In juni datzelfde jaar volgde een deluxe editie. Gedurende 2023 trad Abrams op in het voorprogramma van de Eras Tour van Taylor Swift. In 2024 keerde Abrams terug in het voorprogramma van concerten van Swift in de Verenigde Staten en Canada. Ook startte Abrams haar eigen tour, de Good Riddance Tour. Op 8 november 2023 bracht Abrams de single Cedar uit, dat dient als de soundtrack van The Buccaneers. Voor de 66e Grammy Awards werd Abrams genomineerd voor een Grammy Award voor Best New Artist.  Abrams was daarnaast te horen in een remix van Everything, Everything van Noah Kahan. Deze single markeerde het debuut van Abrams in de Billboard Hot 100. Later datzelfde jaar pronkte Abrams op de Forbes 30 Under 30 lijst.
Abrams kondigde op 29 april 2024 haar tweede album The Secret of Us. Deze werd uitgebracht op 21 juni 2024. De eerste single van het album, Risk, werd uitgebracht op 1 mei 2024. Om het album te promoten ging Abrams op de Secret of Us Tour van 5 september tot 10 oktober 2024. Op 7 juni 2024 volgde de tweede single van het album, Close to You. Het nummer was zeven jaar geleden al eens geteased door Abrams. Ook werkte Abrams samen met Taylor Swift in het nummer Us, dat eveneens deel uitmaakt van het album. Van het album The Secret of Us werd het nummer I Love You, I'm Sorry als single uitgebracht en deze wist de veertiende plaats in de Billboard Global 200 te behalen. Op de deluxeditie van het album stond ook de single That's So True die de eerste plaats in de hitlijsten van Australië, België, Canada, Ierland, Nieuw-Zeeland en het Verenigd Koninkrijk wist te behalen. In de Nederlandse Top 40 wist het nummer de tweede plaats te behalen.
In februari 2025 bracht Abrams in samenwerking met Selena Gomez en Benny Blanco de single Call Me When You Break Up uit.

## Invloeden
Abrams ziet Joni Mitchell, Simon & Garfunkel, Elvis Costello, Bon Iver, Elliott Smith, Kate Bush, The 1975, James Blake, Taylor Swift, Lorde, Metric, The Killers en Phoebe Bridgers als grootste inspiratiebronnen voor haar werk.
Swift, Bridgers, Lorde, Post Malone, Billie Eilish en Olivia Rodrigo hebben hun waardering naar Abrams uitgesproken. Met Swift en Rodrigo ging Abrams op Tour.

## Discografie

### Albums
- "Good Riddance" (2023)
- "The Secret of Us" (2024)

### Ep's
- "Minor" (2020)
- "This is What It Feels Like" (2021)

### Singles
| Single                                                      | Verschijnen | Album                      | Hitlijsten | Hitlijsten | Hitlijsten | Hitlijsten | Hitlijsten | Hitlijsten | Hitlijsten | Hitlijsten |
| Single                                                      | Verschijnen | Album                      | BE (VL)    | BE (VL)    | NED        | NED        | VK         | CAN        | AUS        | VS         |
| Single                                                      | Verschijnen | Album                      | Piek       | Weken      | Piek       | Weken      | Piek       | Piek       | Piek       | Piek       |
| ----------------------------------------------------------- | ----------- | -------------------------- | ---------- | ---------- | ---------- | ---------- | ---------- | ---------- | ---------- | ---------- |
| 21                                                          | 2020        | Minor                      | —          | —          | —          | —          | —          | —          | —          | —          |
| I Miss You, I'm Sorry                                       | 2020        | Minor                      | —          | —          | —          | —          | 81         | —          | —          | —          |
| Unlearn (met Benny Blanco)                                  | 2021        | Friends Keep Secrects      | —          | —          | —          | —          | —          | —          | —          | —          |
| Feels Like                                                  | 2021        | This Is What It Feels Like | —          | —          | —          | —          | —          | —          | —          | —          |
| Rockland                                                    | 2021        | This Is What It Feels Like | —          | —          | —          | —          | —          | —          | —          | —          |
| Alright                                                     | 2021        | This Is What It Feels Like | —          | —          | —          | —          | —          | —          | —          | —          |
| Everywhere, Everything (met Noah Kahan)                     | 2023        | Stick Season               | —          | —          | —          | —          | 72         | 60         | —          | 79         |
| Risk                                                        | 2024        | The Secret of Us           | —          | —          | —          | —          | 67         | 64         | 79         | 94         |
| Close to You                                                | 2024        | The Secret of Us           | —          | —          | —          | —          | 31         | 40         | 34         | 49         |
| I Love You, I'm Sorry                                       | 2024        | The Secret of Us           | 9          | 17         | 14         | 13         | 4          | 14         | 7          | 19         |
| That's So True                                              | 2024        | The Secret of Us           | 1(8wk)     | 40*        | 2          | 16*        | 1          | 1          | 1          | 6          |
| Call Me When You Break Up (met Selena Gomez & Benny Blanco) | 2025        |                            |            |            | tip30      | 1          | 28         | 41         | 84         | 58         |